# Cairnsia cowleyi
Cairnsia cowleyi là một loài bọ cánh cứng trong họ Cerambycidae.